# Región de Bas-Sassandra
Bas-Sassandra fue hasta 2011 una de las diecinueve regiones que componían Costa de Marfil, la cual se ubicaba en la zona meridional del país. 

## Geografía
Bas-Sassandra se encuentra en la zona oriental del litoral nacional sobre el océano Atlántico. La capital es San Pédro. Tiene una superficie de 28.800 km², que en términos de extensión es similar a la de Sicilia.

## Departamentos
La región está dividida en los departamentos de San Pédro, Sassandra, Soubré y Tabou.